# Keira Rathbone
Keira Rathbone (* 1983 in Reading) ist seit 2003 als britische Typewriter-Art- und Performance-Künstlerin  tätig. Sie lebt und arbeitet in ihrem Studio im Westen von London im Stadtteil Chiswick.
Arbeitsgerät sind ihre mechanischen Schreibmaschinen, die sie ihrer Sammlung von inzwischen über 30 Exemplaren entnimmt. Im Gegensatz zu den rechnerischen Verfahren, die auch als ASCII-Art bezeichnet werden, zeichnet sie ihre Bilder durch wiederholtes, händisches Anschlagen der Typen, bei gleichzeitigem Betätigen der Papierwalze. Ihre Motive sucht sie auf Reisen durch ganz Großbritannien, z. B. auf Festivals, oder entnimmt sie spontan der Situation. Ihre Bilder werden in Galerien in Großbritannien ausgestellt.  Sie umfassen sowohl Porträts als auch Landschaften und Stillleben. Wenn sie mit ihrer Schreibmaschine auf Tournee geht, kleidet sie sich stets passend zum Alter der verwendeten Schreibmaschine. Darüber hinaus zeichnet sie auch Porträts bekannter Persönlichkeiten und entwirft eine eigene T-Shirt-Kollektion mit ihren Werken. Vorreiter dieser Art von Kunst war der amerikanische Künstler und Schachspieler Paul Smith in den frühen 1940er Jahren. Nach eigenen Angaben entstand ihre Idee, Typewriter-Art zu machen, als ihr beim literarischen Schreiben auf einer Schreibmaschine einmal die Inspiration fehlte, sodass sie stattdessen mit der Maschine zu zeichnen begann.